# یوسبیوس قیصریه
یوسبیوس قیصریه یا اوسِبیوس قِیصَری یا یوسبیوس پامفیلوس (Eusebius of Caesarea) (حدود ۲۶۳–۳۳۹ م) اسقف قیصریه فلسطین بود.
از او به خاطر کتابی که در مورد تاریخ مسیحیت آغازین نوشت اغلب به عنوان «پدر تاریخ مسیحیت» یاد می‌کنند.
یوسیبوس به عنوان نخستین مورخ انجیلی شرح می‌دهد که چگونه اناجیل برگزیده شدند و مسیحیان اولیه در اورشلیم، انطاکیه، اسکندریه و روم آنها را پذیرفتند.

## زندگی‌نامه
یوسیبوس حوالی سال ۲۶۰ در فلسطین به دنیا آمد. او تحت‌نظر پامفیلوس که مسئول کتابخانهٔ اوریجن در قیصریه بود و در سال ۳۰۹ یا ۳۱۰ کشته شد، مطالعه و تحقیق می‌کرد. یوسیبوس به‌عنوان سپاس و قدردانی از پامفیلوس نام او را برخود نهاد و یوسیبوس پامفیلی لقب گرفت، چنان‌که گویی فرزند یا بردهٔ پامفیلوس بوده‌است. یوسیبوس همچون پامفیلوس از تحسین‌کنندگان و طرفداران پرشور اوریجن بود و به اتفاق یکدیگر دفاعیه‌ای در مورد اوریجن نوشتند. یوسیبوس در وهلهٔ اول یک محقق بود اما در سال ۳۱۳ یا ۳۱۴ به مقام اسقفیِ قیصریه رسید و در سال ۳۳۹ یا ۳۴۰ همان‌جا درگذشت.
یوسیبوس را قبل از هر چیز مورخ، و حتی پدر تاریخ کلیسا می‌دانند. او «وقایع‌نامه‌ای» در مورد تاریخ جهان و نیز تاریخچه‌ای در مورد «شهیدان فلسطین» در دوران جفای عظیم (۳۰۳–۳۱۳) نوشت. اما مهم‌ترین اثر او «تاریخ کلیسا» است که رشد و توسعهٔ کلیسا را از آغاز تا سال ۳۲۴، یعنی زمانی که کنستانتین امپراتور بلامنازع روم شرقی و غربی شد، تشریح می‌کند. این اثری است بسیار ارزشمند زیرا حاوی مدارک و اطلاعات بسیاری است که بدون این اثر ناشناخته می‌ماند. نگارش تاریخ کلیسا بدون استفاده از نگارش‌ها یوسیبوس بدین می‌ماند که بخواهیم تاریخ کلیسای دوران رسولان را بدون استفاده از کتاب اعمال رسولان بنویسیم. یوسیبوس چه در مرگ جفاکنندگان بر کلیسا، و چه در پیروزیِ مسیحیت، عنایت و مشیت الهی را در زندگی کلیسا می‌دید.
یوسیبوس همچنین کتابی تحت عنوان «زندگی کنستانتین» و نیز دو اثر کوتاه دیگر در مورد او نوشت. او از طرفداران پرشور امپراتور بود. از نظر یوسیبوس مسیحی شدن کنستانتین و به‌وجود آمدن یک امپراتوری مسیحی، پی‌آمد طبیعیِ تأثیر ایمان مسیحی بود. او از پیوند دادن مسیحیت با امپراتوری تردیدی به‌خود راه نمی‌داد. او عمیقاً به حکومت سلطنتی اعتقاد داشت و مخصوصاً برای کنستانتین به‌عنوان امپراتوری مسیحی ارج و منزلت بسیاری قائل بود و او را نمایندهٔ خدا بر زمین می‌دانست. یوسیبوس را متهم ساخته‌اند که مفهوم شرقیِ سلطنتِ مطلق «الهی» را تأیید کرده‌است. امپراتوران مسیحی بیزانس در شرق، از پذیرش این تبیین و تعبیر از مقام‌شان خشنود بودند.
(کلمه)، حافظِ جهان و آسمان و زمین، طبق ارادهٔ پدرش بر آن‌ها حکم می‌راند. به همین شکل، امپراتور ما که محبوب خدا است، اتباع زمینی خود را به حضور یگانه «کلمه» و منجی آورده و آن‌ها را مطیع و شایستهٔ ملکوت او می‌سازد … کلمهٔ ازلی حافظ هستی، بذر حکمت و رستگاریِ حقیقی را در قلب شاگردانش می‌نشاند. و آن‌ها را منور ساخته، و درک و معرفت می‌بخشد تا ملکوت پدرش را بشناسند. امپراتور ما، دوست و منادی کلمه است و مقصودش این است که کل نژاد بشری را به‌سوی معرفت خدا رهنمون شود. او به‌روشنی اصول حقیقت و دینداری را با صدایی رسا و نیرومند به گوش جهانیان اعلام می‌کند … و حکمتش از سرچشمهٔ عظیم حکمت نشأت می‌گیرد. او به‌واسطهٔ مشارکت با حکمت، نیکویی و عدالت مطلقْ، خودْ حکیم و نیک و عادل شده، و با پیروی از فضایل کامل الهیْ، بافضیلتْ، و با بهره‌گیری از قدرت آسمانی شجاع و نیرومند گشته‌است.
خطابه در مدح امپراتور کنستانتین ۲:۲و۴، ۵:۱
یوسیبوس همچنین آثاری دفاعیاتی و نیز آثاری مربوط به کتاب‌مقدس و اصول اعتقادات مسیحی نوشت، هرچند او را بیشتر مورخی دقیق می‌دانند تا عالمی الهیدان. او پشتیبان آریوس بدعت‌کار بود و شورای انطاکیه نیز در اوایل سال ۳۲۵ او را موقتاً اخراج کرد. چندی بعد همان سال، در شورای مهم نیقیه  به او فرصت دادند از موضع پیشین خود به مسیحیت راست‌دین بازگردد، و او نیز این فرصت را مغتنم شمرد. اما اعتقادنامهٔ نیقیه را نه با فریب که با اکراه و تلخ‌کامی تأیید و امضا کرد. او در نامه به کلیسایش در قیصریه، که تا به امروز باقی است، عجولانه می‌کوشد تا اعمال خود را برای اعضای آن توضیح دهد تا مبادا در مورد او شایعاتی پخش شود. او در توجیه اینکه چرا اعتقادنامهٔ نیقیه را امضا کرده‌است، تفسیرهایی از آن ارائه می‌دهد که محتوای واقعی اعتقادنامه را از اساس تحریف می‌کند. اما اشتباهات الهیاتی یوسیبوس نباید باعث شود که اهمیت و موفقیت او به‌عنوان یک مورخ را نادیده بگیریم. «تاریخ کلیسا» ی او اگرچه نگارشی عالی نبود، اما در مورد تاریخ کلیسای اولیه، بنیانی بنا نهاد برای کارهای دیگران. در قرن بعدی سقراط، سوزومن  و تئودورت  ادامهٔ تاریخ یوسیبوس را به نگارش درآوردند.